# Megatropolis
Megatropolis är det tyska power metal-bandet Iron Saviors sjätte album. Det släpptes 2007 av skivbolaget Dockyard 1 Records. Skivan utkom även i Brasilien och i Japan
Skivan tillägnades bandets frontmans Piet Sielcks avlidne bror Tim.

## Låtlista
1. "Running Riot" – 4:57
2. "The Omega Man" – 4:52
3. "Flesh" – 5:01
4. "Megatropolis" – 5:03
5. "Cybernetic Queen" – 4:52
6. "Cyber Hero" – 4:58
7. "A Tale from Down Below" – 5:18
8. "Still I Believe" – 4:35
9. "Farewell and Goodbye" – 5:53

Bonusspår på japanska utgåvan
1. "Hammerdown" – 4:00
2. "Iron Watcher" – 4:43

## Medverkande
Musiker
- Piet Sielck – sång, gitarr
- Joachim "Piesel" Küstner – gitarr, sång
- Yenz Leonhardt - elbas, sång
- Thomas Nack – trummor

Produktion
- Piet Sielck – producent, mixning, mastering
- Stephan Martinière – omslagskonst